# Puigmal de Segre
Der Puigmal de Segre ist ein 2.843 Meter hoher Berg in den Ostpyrenäen, an der Grenze zwischen Frankreich und Spanien.

## Routen
- Der Puigmal de Segre ist über die Wanderwege am Grenzkamm zu erreichen, zum Beispiel als Rundtour vom Sanktuarium im Vall de Núria: Vall de Núria (1.967 m) – Coll de Finestrelles – Puigmal de Segre (2.843 m) – Collada d’Er – Puigmal d’Er (2.913 m) – Sanktuarium: 5,5 Gehstunden
- Von französischer Seite kann der Puigmal de Segre von Las Planes und dem Puigmal de Llo bestiegen werden.

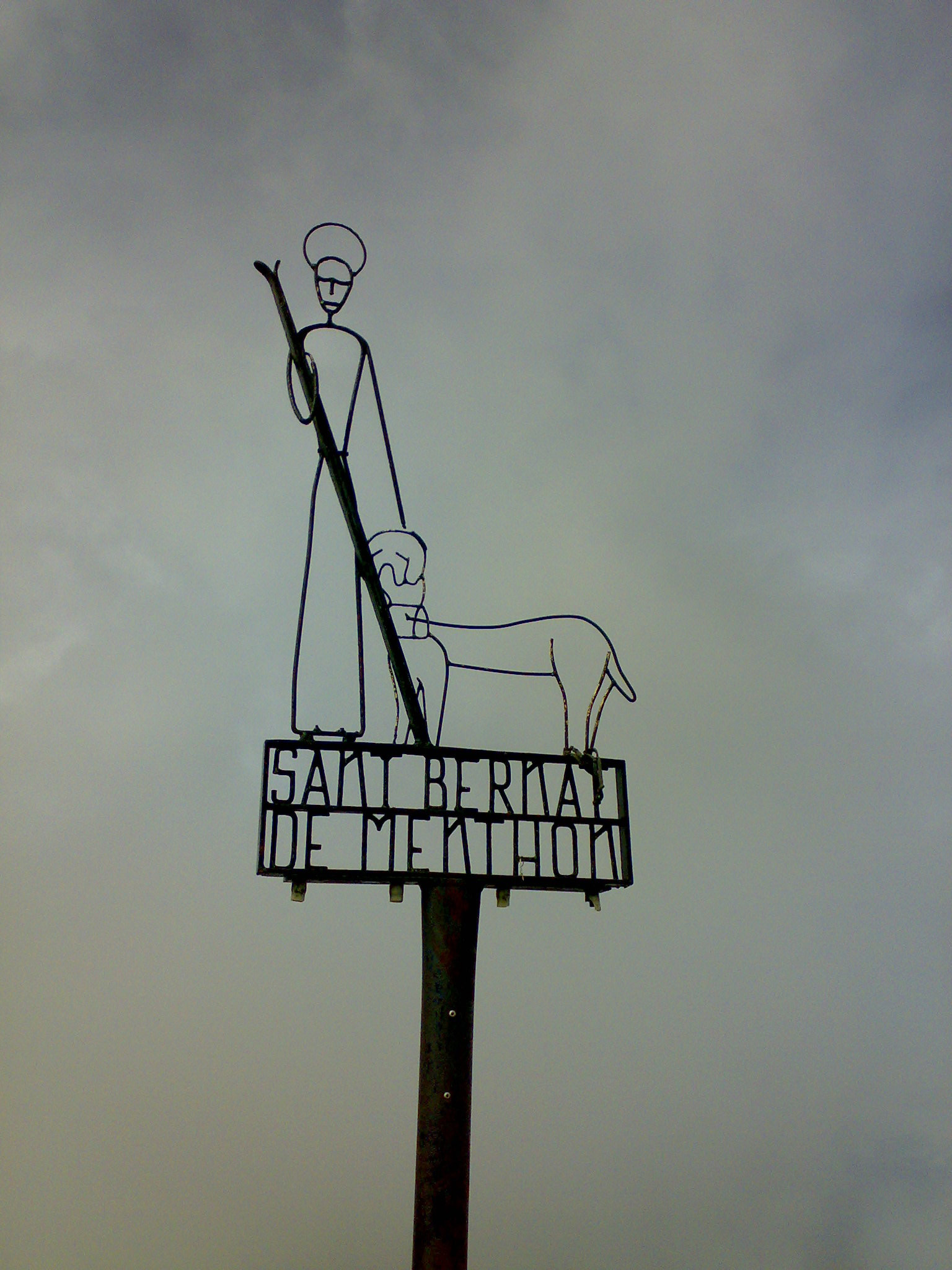
Der Heilige Bernhard von Menthon mit Skiern am Gipfel des Puigmal de Segre